# Ginger Rogers
Ginger Rogers, född Virginia Katherine McMath den 16 juli 1911 i Independence, Missouri, död 25 april 1995 i Rancho Mirage, Kalifornien, var en amerikansk skådespelare, dansare och sångerska.

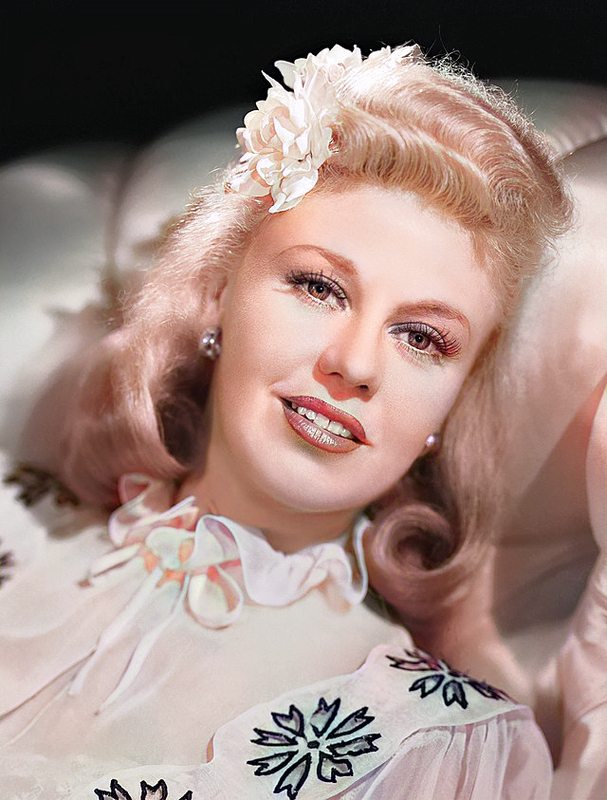
Ginger Rogers i Tender Comrade från 1943.

Rogers första framgångsrika filmroll var en biroll i 42:a gatan (1933). Under 1930-talet kom hon att spela in nio filmer med Fred Astaire, däribland Top Hat (1935) och Dansen går (1936). Rogers började senare medverka i mer dramatiska filmer och i komedier, hennes rollinsats i Kitty Foyle – ung modern kvinna (1940) renderade henne en Oscar för bästa kvinnliga huvudroll. Rogers återförenades med Astaire i den framgångsrika filmen Vi dansar igen! 1949. Under sin långa karriär medverkade Rogers i 73 filmer, hennes musikalfilmer med Fred Astaire anses ha revolutionerat genren och det är dessa som hon främst är ihågkommen för. Ginger Rogers rankades som nr 14 på AFI's 100 Years...100 Stars lista över filmstjärnor från Hollywoods klassiska era.

## Biografi
Ginger Rogers började ta sång- och danslektioner redan som barn. 16 år gammal vann hon en charlestontävling och började uppträda på revyscener, till att börja med tillsammans med sin förste man och sedan på egen hand. Hon gjorde Broadwaydebut 1929 och filmdebut påföljande år.
Ginger Rogers är mest känd som Fred Astaires danspartner i tio musikalfilmer från 1930- och 1940-talet, men hon var aktiv som skådespelare i över fyrtio år, in på 1980-talet. 1940 vann hon en Oscar för bästa skådespelerska för sin insats i Kitty Foyle – ung modern kvinna.
I sitt andra av fem äktenskap var Ginger Rogers gift med skådespelaren Lew Ayres och i sitt fjärde med den franske skådespelaren Jacques Bergerac.
Ginger Rogers har en stjärna på Hollywood Walk of Fame vid adressen 6772 Hollywood Blvd. 1991 släpptes hennes memoarer Ginger: My Story.

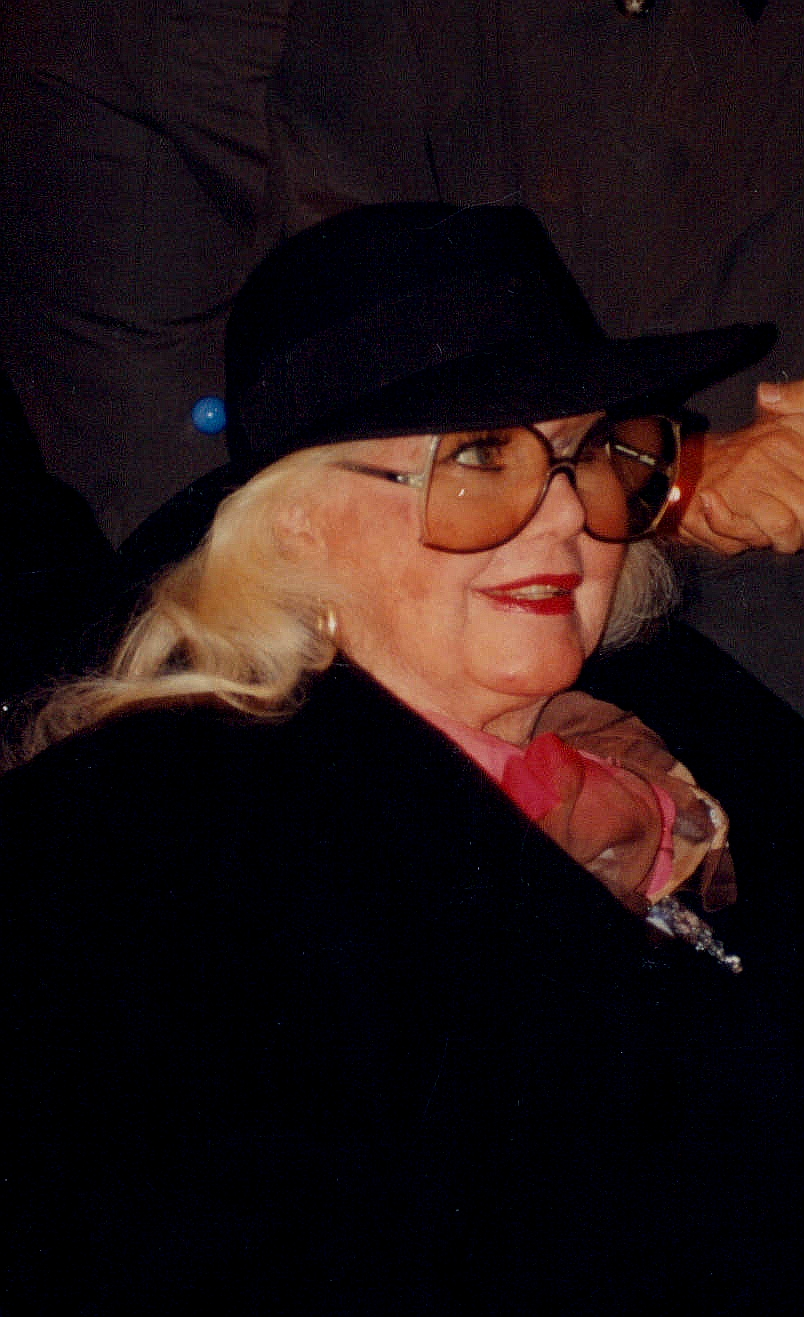
Ginger Rogers 1993.

## Filmografi i urval
- 1933 – 42:a gatan
- 1933 – Gold Diggers 1934
- 1934 – Flyg med till Rio!
- 1934 – Du är nog ingen ängel
- 1934 – Continental
- 1935 – Top Hat
- 1935 – Roberta
- 1936 – Flottan dansar
- 1936 – Dansen går
- 1937 – Får jag lov?
- 1937 – Förbjuden ingång
- 1938 – Vi ses igen!
- 1938 – Hans hemliga fru
- 1939 – Ungkarlsmamman
- 1939 – Två ska man vara
- 1940 – Kitty Foyle – ung modern kvinna
- 1942 – Baronessan går under jorden
- 1942 – Absolut oskyldig!
- 1942 – Manhattan
- 1944 – Kvinnan i mörkret
- 1944 – Vi ses igen
- 1946 – Sånt händer i Paris
- 1949 – Vi dansar igen!
- 1952 – Vi är inte gifta!
- 1952 – Föryngringsprofessorn
- 1953 – Den pikanta åldern
- 1954 – Svarta änkan
- 1955 – Polisvittnet

## Teater
| År   | Roll                   | Produktion                                                            | Regi               | Teater                                                                                 |
| ---- | ---------------------- | --------------------------------------------------------------------- | ------------------ | -------------------------------------------------------------------------------------- |
| 1929 | Babs Green             | Top Speed Harry Ruby, Guy Bolton, Bert Kalmar och Harry Ruby          | John Harwood       | Chanin's 46th Street Theatre, New York, USA flyttad till Royale Theatre, New York, USA |
| 1930 | Molly Gray             | Girl Crazy George Gershwin, Ira Gershwin, Guy Bolton och John McGowan | Alexander Leftwich | Alvin Theatre, New York, USA                                                           |
| 1951 | Valerie King Ruth Gage | Love and Let Love Louis Verneuil                                      | Louis Verneuil     | Plymouth Theatre, New York, USA                                                        |
| 1965 | Dolly Gallagher Levi   | Hello, Dolly! Michael Stewart och Jerry Herman                        | Gower Champion     | St. James Theatre, New York, USA                                                       |